# Canal J
«Canal J» («Кана́ль Жи») — французский частный телевизионный канал для детей. Телеканал платный.
Был запущен 23 декабря 1985 года компанией «Лагардер».
Целевая аудитория, по разным данным, от 6 до 12 или от 7 до 14 лет. Встречаются также варианты от 6 до 15 и от 8 до 14.
По состоянию на 2008 год Canal J был самым смотримым детским телеканалом во Франции. В среднем с сентября 2007 по февраль 2008 года (за шесть месяцев) его доля аудитории возраста от 4 до 10 лет составила 5,6 %, а возраста от 4 до 14 лет 5 %. Кроме того, канал с детьми смотрели и их мамы. Доля аудитории мам составила 1,5 %
21 декабря 2018 года вместе с ещё одним детским телеканалом, Gulli, был куплен у Lagardère медиахолдингом Groupe M6.

## Вещание
Как и телеканал TiJi, до 2016 года Canal J был доступен эксклюзивно у спутникового провайдера CanalSat и кабельного Numericable.
По состоянию на 2018 год канал можно смотреть во всех крупнейших кабельных сетях: Free, Orange, Bouygues и SFR/Numericable.

## Руководство
По состоянию на июнь 2018 года директором французских каналов Canal J и TiJi была Каролин Местик.

## Передачи
Среди теле- и мультсериалов, демонстрировавшихся на этом канале:
- «Покемон: XY&Z»[8] и «Покемон: Солнце и Луна»[9]
- «Соник Бум»[8]
- «Могучие Рейнджеры: Дино Заряд»[8] и «Могучие Рейнджеры: Ниндзя Сталь»[9]